# Abu Ali Jahja Abi Mensur
Abu Ali Jahja Abi Mansur potomak je čuvene iranske porodice Munedžim. Zahvaljujući svojim naučnim umećima, potomci porodice Munedžim izabrani su na izvanredne položaje u vladalačkoj strukturi abasidske dinastije.
Abu Ali Jahja ibn Mansur (Bezist sin Firuzov), po svom doseljenju u Bagdad, biva glavni astronom Fazla ibn Sahla, prvog savetnika abasidskog kalifa Mamuna. Međutim, Mamun ga je kasnije postavio za svog ličnog savetnika za naučna i astronomska pitanja. Jahja je bio aktivan u slavnoj bagdadskoj opservatoriji Šemasiji iako nije obustavio ni svoja istraživanja koja je započeo u opservatoriji Dejr Muran. Osim toga, on je predvodio novoformirane takozvane istraživačke astronomske grupe. Stoga, najvažnije rezultate svog naučnog rada ovaj slavni astronom beležio je u grandioznom horoskopu Mumtahan Mamuni, koji je bio plod timskog rada pomenutih grupa.
Njegov sin je Abul-Hasan Ali ibn Jahja ibn Mensur Munedžim.

## Dela
Jahja je u toku svog briljantnog naučnog života napisao dragocena dela, među kojima su maločas pomenuti horoskop Mumtahan Mamuni i drugi horoskop koji je nazvao Mudžarab Mamuni. Osim toga, on je napisao i veoma važan traktat o preciznom merenju geografske širine Kaira – poznatog i po imenu al-Madinat as-salam [Grad mira] – kao i traktat ar-Rudžu va al-hubut [Povratak i pad].

## Literatura
- Velajati, Ali Akbar (2016), Istorija kulture i civilizacije islama i Irana, preveo Muamer Halilović, Beograd, Centar za religijske nauke „Kom“, str. 261–262.